# Droide voltor
El droide de combat autopropulsat de geometria variable mark I, també conegut com a droide voltor o caça estel·lar droide és una nau estel·lar de l'univers de ciència de ficció La guerra de les galàxies. Aquests caces usualment s'allotjaven dins de les naus de control de droides, que podien allotjar fins a mil cinc-cents d’aquests caces. Com el seu nom indica no eren caces tripulats, sinó que eren droides. En els primers models, el seu cervell droide depenia del senyal d'una nau de control.

## Característiques
Els caces droide voltor van ser fabricats i dissenyats pels xi charrians. Mesuren 6,96 metres de llargada en mode atac o vol i 6,87 metres d’alçada en mode marxa. Aquests caces posseeixen dos canons blaster a cada ala a més a més de dos llançadors de torpedes d'energia. Els seus «ulls» són sensors els quals localitzen blancs gràcies a una àmplia longitud d'ona.

Són capaços d'operar en l'espai exterior i entorns atmosfèrics. S'impulsen gràcies a piles de combustible sòlid. Aquest combustible 

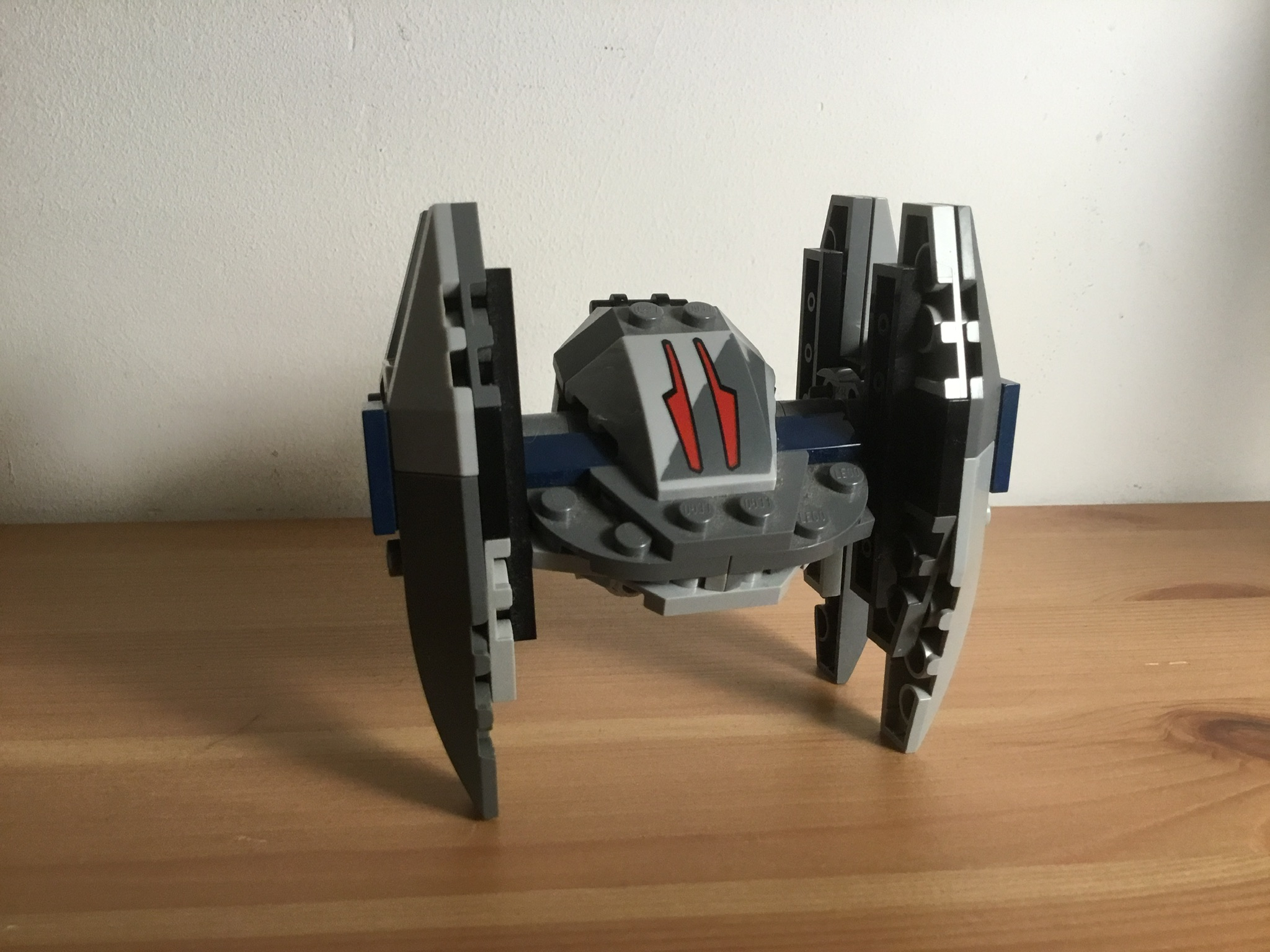
Set de LEGO, Star Wars Droide Voltor (75073)

crema ràpidament, donant al caça una velocitat d'arrencada considerable, però en un abast curt. Els droides voltor poden arribar als 1.200 km/h. Per carregar-los s'allotgen en fileres al sostre de les naus de control de la Federació de Comerç, d'on obtenen energia gràcies als reactors de la nau. Són capaços de maniobres molt sofisticades, però les primeres versions del droide voltor depenen d'un senyal continu d'un ordinador d'una nau de batalla de classe Lucrehulk, el qual els fa vulnerables. En conseqüència, han d'operar des d'una base de llançament o una nau capital pròxima i posseeixen un temps de combat limitat. Per compensar això la Federació de Comerç els envia en massa. A posteriors generacions del droide voltor se les va dotar amb un grau limitat d'independència.
Tenen la possibilitat d'alternar entre mode atac i mode vol. El mode vol els permet ocultar la seva naturalesa militar a més a més de protegir-los de micropartícules i corrosió atmosfèrica, augmentant lleugerament la seva precisió. Quan no estan en vol, són capaços transformar-se en mode de marxa, utilitzant les seves ales com a «potes». Això els permet usar-los en patrulles de superfície. En mode marxa orienten els canals dels torpedes d'energia per a ús antipersones. En cas que un caça droide voltor perdi el contacte amb una nau de control activa un mecanisme d'autodestrucció, evitant que caigui en mans de l'enemic.

## Història
Van ser fets servir per la Confederació de Sistemes Independents durant les Guerres Clon en diverses batalles. Durant aquest període els caces van passar a portar marques hexagonals de color blau i blanc, símbol de l'Aliança Separatista.

## Aparicions

### Pel·lícules
- Episodi 1: L’amenaça fantasma[1][3]
- Episodi 3: La venjança dels Sith[1][3]

### Sèries
- Star Wars: Clone Wars[1][3]

### Videojocs
- Star Wars: Battlefront 2[6]